# 曹添堡
曹添堡（1982年4月3日—），原名曹明，是中国足球运动员，司职前锋。曾以替补身份出场，在三个赛季取得21粒入球，堪称效率之王。目前担任四川民足主教练。

## 职业生涯
1996年4月，长春亚泰从沈阳绿茵足校引进了一批包括曹添堡在內的球员，2001年，曹添堡进入长春亚泰一线队。
2001年，曹添堡被短暂租借至甲B球队四川绵阳。
2004年和2005年的中甲联赛中, 各攻入7球。成为队内三号射手，其中2004年还入选了中国国奥队。
2006年长春亚泰第一年参加顶级联赛，曹添堡决定改名以求好运气，希望攻入更多的进球。
2009年曹添堡首次入选中国国家队。2009年6月1日友谊赛对阵伊朗是他的第一场国际A级赛。
2010年，状态有所下滑的曹添堡开始逐渐淡出长春亚泰主力阵容，联赛后期，他甚至一度无法进入球队的18人大名单，在赛季结束后曹添堡被长春亚泰挂牌。同年12月末，曹添堡曾到成都谢菲联试训。
2011年3月，长春亚泰以租借的形式让曹添堡加盟前身是长沙金德的中甲球队深圳凤凰。同年6月，凤凰队因财转让被迁往广州，球队易名为广州富力后曹添堡继续在球队效力。帮助球队冲超成功后，曹添堡回归长春。
2014年12月11日，长春亚泰向包括曹添堡22名球员发出通知，他们可以在即将到来的2015赛季转会期寻找其他球队。曹添堡选择了退役。2015年7月3日中国足球联赛二次转会期间，曹添堡复出，加盟梅州五华，参加中乙联赛。